# 릿지 레이서
《릿지 레이서》(일본어: リッジレーサー, Ridge Racer)는 한때 남코였던 반다이 남코 엔터테인먼트가 개발하고 배급한 아케이드 시스템 및 홈 게임 콘솔용 레이싱 비디오 게임이다. 첫 번째 게임 릿지 레이서는 남코 시스템 22 하드웨어용 아케이드로 첫 출시되었다.

## 게임
- 릿지 레이서(1993년)
- 릿지 레이서 2
- 레이브 레이서
- 릿지 레이저 레볼루션
- 레이지 레이서
- 포켓 레이서
- R4: 릿지 레이서 타입 4
- 릿지 레이서 64
- 릿지 레이서 V
- R: 레이싱 에볼루션
- 릿지 레이서 DS
- 릿지 레이서(2004년)
- 크리티컬 벨로시티
- 릿지 레이서 6
- 릿지 레이서 2
- 릿지 레이서 7
- 패치슬롯 릿지 레이서
- 패치슬롯 릿지 레이서 2
- Ridge Racer Accelerated
- 릿지 레이서 3D
- 릿지 레이서(2011년)
- 릿지 레이서 언바운디드
- 릿지 레이서 슬립스트림
- 릿지 레이서 드로우 앤 드리프트